# Dogwood (álbum)
Dogwood é o terceiro álbum de estúdio da banda homónima, lançado em 1998.
| Críticas profissionais                                                      | Críticas profissionais |
| Avaliações da crítica                                                       | Avaliações da crítica  |
| Fonte                                                                       | Avaliação              |
| --------------------------------------------------------------------------- | ---------------------- |
| Jesus Freak Hideout                                                         | (sem nota)             |
| Esta tabela precisa de ser acompanhada por texto em prosa. Consulte o guia. |                        |

## Faixas
1. "Firehead"
2. "Never Die"
3. "Belligerent Love"
4. "Steinslinger"
5. "Old Friends"
6. "Preschool Days"
7. "Suffer"
8. "The Rise & Fall of Belinda & Ivan"
9. "We Have No Talent"
10. "What I Should Have Said"
11. "Abandoned"
12. "Redefine Defiance"
13. "Progression"